# Arti Mehra
Arti Mehra é uma política da Índia, atual prefeita da cidade de Deli. Ela nasceu em Nangal no estado Indiano de Punjab. 